# Єпархія Української православної церкви (Московського патріархату)

Карта єпархій РПЦ в Україні

Єпархія УПЦ московського патріархату — це церковно-адміністративна одиниця, місцева церква, що очолюється єпархіальним архієреєм й об'єднує єпархіальні установи, благочиння, парафії, монастирі, подвір'я (подвор'я), духовні навчальні заклади, братства, сестринства, місії, що керуються РПЦ в Україні. Станом на лютий 2011 Українська православна церква складається з 45 єпархій.

## Порядок створення
Єпархія Української православної церкви створюється за рішенням Священного синоду УПЦ з подальшим ухваленням Собором єпископів.
Межі єпархій на території України визначаються і змінюються Священним синодом з подальшим ухваленням Собором єпископів.
У кожній єпархії існують органи єпархіального управління, що діють у межах, визначених канонами та Статутом про управління Української православної церкви.
Для задоволення церковних потреб у єпархіях можуть бути створені необхідні єпархіальні установи, діяльність яких регламентується синодально ухваленими і затвердженими положеннями.

## Єпархіальний архієрей
Єпархіальний архієрей (правлячий архієрей, правлячий єпископ) є спадкоємцем влади від апостолів, предстоятелем місцевої (помісної) церкви — єпархії, що канонічно керує нею за соборного сприяння кліру й мирян. Він обирається і призначається синодом й одержує відповідний указ Митрополита Київського. За потребою для допомоги єпархіальному архієреєві синодом РПЦвУ призначаються вікарні єпископи з обсягом повноважень, які визначаються єпархіальним архієреєм. Архієрей має титул, який включає назву кафедрального міста. Кандидати в архієрейський сан обираються у віці не молодше 30 років з чернецтва або з осіб білого духовенства, які не є одруженими, з обов'язковим постриженням у чернецтво. Кандидат, якого обирають, має відповідати високому званню єпископа за моральними якостями та загальною і богословською освітою.

## Єпархіальні збори
Єпархіальні збори на чолі з єпархіальним архієреєм є найвищим органом управління єпархією. До складу Єпархіальних зборів входять представники кліру, чернецтва та мирян, які проживають на території єпархії. Збори скликаються єпархіальним архієреєм за потребою, але не рідше одного разу на рік. Серед функцій єпархіальних зборів є обрання делегатів на Собори та членів Єпархіальної ради.

## Єпархіальна рада
Єпархіальна рада на чолі з єпархіальним архієреєм УПЦ МП є наступним після Єпархіальних зборів органом управління єпархією. Єпархіальна рада підзвітна єпархіальному архієрею і Єпархіальним зборам. Рада створюється за благословенням єпархіального архієрея і складається не менше ніж з чотирьох осіб у пресвітерському сані, половина з яких призначається єпархіальним архієреєм, а інші обираються Єпархіальними зборами на один рік. Головою Єпархіальної ради є єпархіальний архієрей. Рада засідає регулярно, але не рідше одного разу на квартал. Серед функцій Єпархіальної ради: обрання учасників Єпархіальних зборів, визначення меж благочинь і парафій, церковне судочинство у межах єпархії.

## Управління єпархій та інші єпархіальні установи
Управління єпархій (Єпархіальні управління) та інші єпархіальні установи покликані допомагати єпархіальному архієрею УПЦ МП у здійсненні місіонерської, видавничої, інформаційної, соціально-благодійної, освітньо-виховної, будівничо-реставраційної, господарської діяльності тощо. Єпархіальний архієрей здійснює вищий нагляд за їхньою роботою і призначає працівників, згідно зі штатним розкладом. Діяльність єпархіальних установ регламентується положеннями, ухваленими Священним синодом УПЦ, та розпорядженнями єпархіального архієрея

## Благочиння
Єпархія поділяється на благочинницькі округи на чолі з благочинними, яких призначає єпархіальний архієрей. Межі благочинь та їхні найменування визначаються єпархіальним архієреєм з Єпархіальною радою. За благословенням єпархіального архієрея благочинний може скликати священиків на братські наради з метою розгляду нагальних для благочиння церковних потреб. Благочинний щорічно подає єпархіальному архієрею звіт про стан благочиння та про свою роботу, за встановленою формою.

## Єпархії Української православної церкви
Станом на березень 2010 до складу РПЦв входить 44 єпархій та 17 вікаріатів (у межах єпархій). Усі єпархії розташовані на території України, закордонних єпархій немає, що відповідає православному канонічному праву. Утім, статут РПЦвУ не забороняє створення єпархій за кордоном.

### Сайти
- Статут про управління РПЦвУ.